# Produksi Film Negara
La Produksi Film Negara (State Film Production Company, abbreviato in PFN) è una casa di produzione cinematografica statale indonesiana, una delle prime a formarsi nel Paese.
PFN dapprincipio si chiamava  Java Pacific Film (JPF) ed era stata fondata da Albert Balink a Batavia. Dopo diversi cambi di nome venne così intitolata nel 1975.